# Urvillea dasycarpa
Urvillea dasycarpa är en kinesträdsväxtart som beskrevs av Ludwig Radlkofer. Urvillea dasycarpa ingår i släktet Urvillea och familjen kinesträdsväxter. Inga underarter finns listade i Catalogue of Life.